# Linus James Nilsson
Linus James Nilsson, född 1 januari 1985 i Vellinge, är en svensk skådespelare. Före sin roll i Capricciosa, som han togs ut till av Reza Bagher, hade han ingen skådespelarerfarenhet.

## Filmografi (i urval)
- 2003 – Capricciosa
- 2005 – Den utvalde
- 2008 – Maria Larssons eviga ögonblick
- 2009 – Familjen Babajou (TV-serie)
- 2018 – Helt perfekt (TV-serie)
- 2020 – Jakten på en mördare (TV-serie)
- 2021 – Drottning Margareta
- 2022 – Beck – Rage Room
- 2022 – Dogborn
- 2023 – Slutet på sommaren (TV-serie)
- 2024 – Scapegoat
- 2024 – Tunna blå linjen (TV-serie)

## Teater

### Roller (ej komplett)
| År   | Roll | Produktion                       | Regi               | Teater                   |
| ---- | ---- | -------------------------------- | ------------------ | ------------------------ |
| 2017 |      | Norénhotellet Birgitta Egerbladh | Birgitta Egerbladh | Helsingborgs stadsteater |